# Kosaku Masuda
Kosaku Masuda (増田 功作 Masuda Kosaku?), född 30 april 1976 i Saitama prefektur, är en japansk före detta fotbollsspelare.
Masuda började sin karriär 1998 i Verdy Kawasaki. 1999 flyttade han till Yokohama FC. Han spelade 121 ligamatcher för klubben. Efter Yokohama FC spelade han för Sun Miyazaki och FC Machida Zelvia. Han avslutade karriären 2005.